# 山口進
山口 進（やまぐち すすむ）は、日本のフリーアナウンサー・ラジオパーソナリティ。元京都放送アナウンサー。
学生時代から落語家を志したが、1966年にKBS京都へ入社。同局のアナウンサーであった。

## 局アナ時代の担当番組
- ザ・タイムリー　　　月曜と火曜日を担当
- 山口進のワンツースリーエム　紳士服のスリーエムがスポンサーのため、この番組名になった。新聞のラジオ欄ではスポンサー名を載せないよう、最後の2文字を抜いた「山口進のワンツースリー」と掲載していた。
- 山口進のワンツートライアル　上記「山口進のワンツースリーエム」のリメイク番組
- サタデースタジアム　?-1979年3月まで、土曜日午後12時～5時までのロングラン番組
- ビッグワイドKBS　1979年4月 - 1980年3月　水曜木曜のラジオカー 今いくよ・くるよ
- City NOW 京都午後3時 1981年4月から翌年3月まで「サンシャインスタジオ(ラジオ第1スタジオ)」から平日午後3時～5時
- すすむのラジオもうカルチャー 1984年4月～1986年3月まで金・土曜の午後1時～3時まで
- 山口進のと・き・め・き・5　金曜12:00-17:20
- りん太郎のラジオストリート

## KBS退社後
KBS京都退社後も、しばらくは担当していた洛西の料亭「筍亭」のCMは流され、他局から配信されてきた岐阜競輪場・小松島競輪場・大津びわこ競輪場などから「競輪中継」などでしばしば声が聞かれた。このために山口がいつKBSを辞めたかは諸説があるが1990年頃と推定されている。
退職後、前記の競輪中継以外にもFM845やラジオ大阪でレギュラー番組を持ち、佛教大学講師、イベントの司会、話し方教室の講師。などを行っているが、2008年10月1日より水曜日午後6時~7時の「山口進の落語NEXT」・同7時30分~9時の「進と染二の とりあえずラジオ」のパーソナリティーとしてKBS京都ラジオに出演していた。